# Quartier des Grandes-Carrières

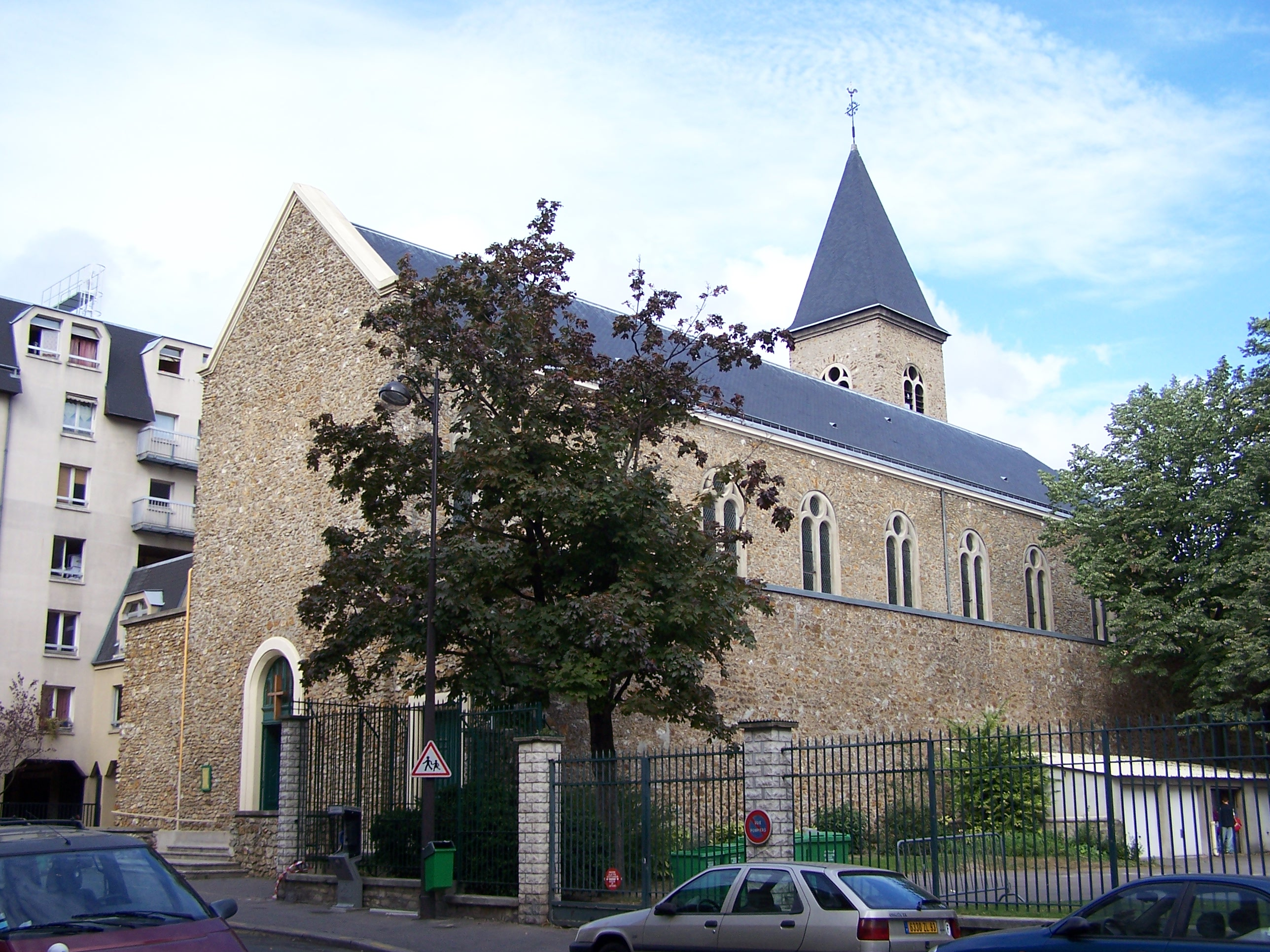
Kostel Sainte-Geneviève des Grandes Carrières

Quartier des Grandes-Carrières (čtvrť Velkých lomů) je 69. administrativní čtvrť v Paříži, která je součástí 18. městského obvodu. Má rozlohu 190,6 ha a ohraničují ji ulice Boulevard de Clichy na jihu, Avenue de Clichy a Avenue de Saint-Ouen na západě, Boulevard périphérique na severu a pás ulic Avenue de la Porte de Clignancourt, Rue du Ruisseau, Rue des Saules, Rue des Abbesses a Rue Houdon na východě.
Čtvrť nese své jméno podle starých lomů na sádrovec, které se ve středověku nacházely na úpatí vrchu Montmartre.

## Vývoj počtu obyvatel
| Rok sčítání | Počet obyvatel | Hustota zalidnění (ob./km²) |
| ----------- | -------------- | --------------------------- |
| 1954        | 98 244         | 51 545                      |
| 1962        | 95 077         | 49 883                      |
| 1968        | 87 405         | 45 858                      |
| 1975        | 76 320         | 40 042                      |
| 1982        | 69 532         | 36 481                      |
| 1990        | 69 784         | 36 613                      |
| 1999        | 67 152         | 35 232                      |